# 求生之書
《求生之書：危險年代裡，如何確保安全》（英語：The Gift of Fear: Survival Signals That Protect Us from Violence），是非虛構作品式的心理自助型書，蓋文·德·貝克（曾擔任過雷根與布希總統安全顧問）著。本書提供了各種策略，以幫助讀者避免創傷和暴力，教他們各種警告標誌和暴力前兆。

## 大綱
透過在暴力與虐待的故事中找到模式，作者試圖強調暴力固有的可預測性。這本書探討了可能發現暴力的各種環境，包括工作場所、家庭、學校及約會，並描述了作者稱之為事前指標（PINS）的各種情況。這些事前指標正確識別可以幫助避免暴力，當暴力不可避免時，作者聲稱通常可以預測和更好地理解。書中還描述了作者的MOSAIC威脅評估系統，該系統已被許多名人和政府機構用於預測和預防暴力。

## 事前指標（PINS[1]）
作者於第四章有所著墨：
1. 強加的同志感（Forced Teaming.）
2. 迷人與親切（Charm and Niceness.）
3. 堆砌細節（Too many details.）
4. 加標籤（Typecasting.）
5. 放債（Loan Sharking.）
6. 不請自來的保證（The Unsolicited Promise.）
7. 對「不」字不予理會（Discounting the Word "No".）

## 評價
- 《波士頓環球報》曾評言：「本書讀起來像是在看一部驚悚片。」[2]
- 《求生之書》在《紐約時報》暢銷書排行榜上蟬聯了四個月第一名美國暢銷書。[3]

## 外部連結
- Gavin de Becker and Associates Official Website
- The first chapter of the book on NYTimes.com （页面存档备份，存于）